# ロドルフ・テプフェール

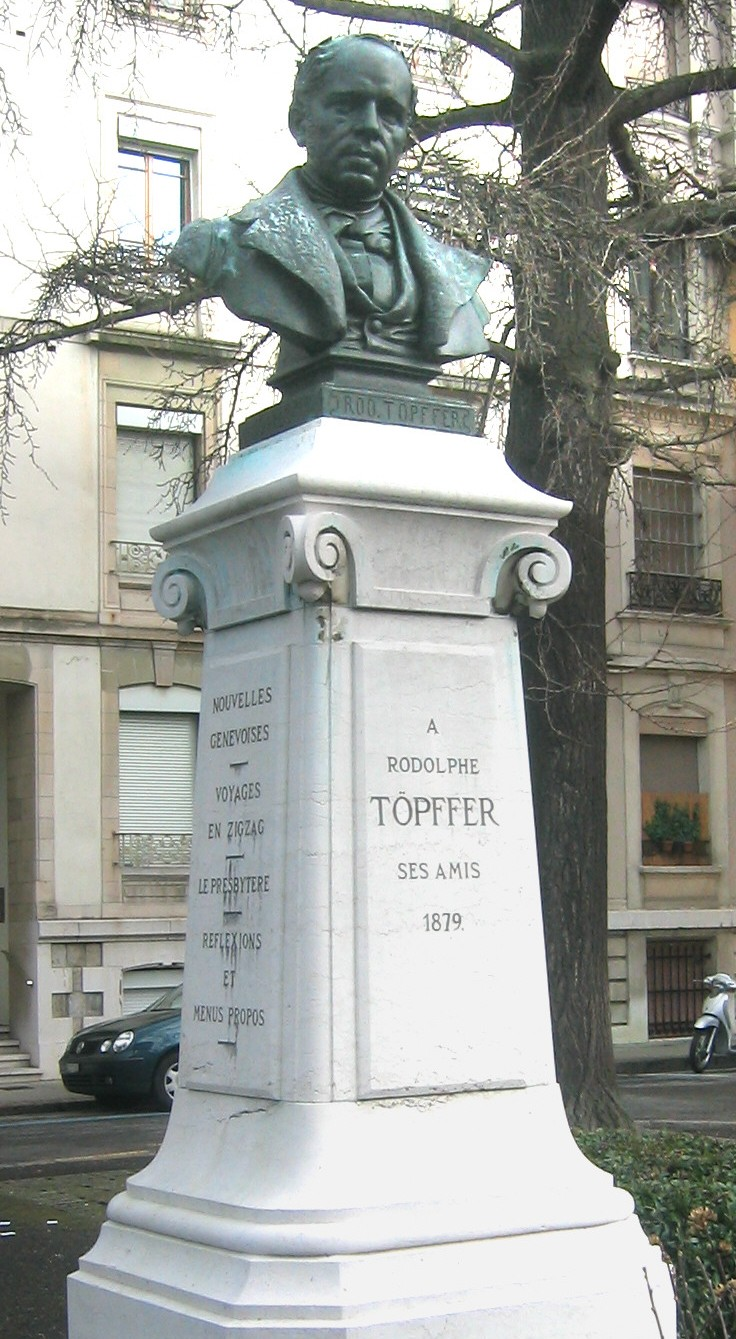
ジュネーブにあるロドルフ・テプフェールの胸像

ロドルフ・テプフェール（Rodolphe Töpffer、1799年1月31日 - 1846年6月8日）は、スイスの教師、作家、政治家、画家、漫画家であり、風刺画家である。テプフェールはまた、最初の近代的な意味でのコマ割り漫画家であったと見なされている。

## 人物・経歴
ロドルフ・テプフェールは、ジュネーヴのサン＝ピエール大聖堂近くのフランス証券取引所の本拠地として知られる家屋で、ヴォルフガンク・アダム・テプフェール（1766年5月20日～1847年8月10日）の息子として生まれた。ロドルフの父アダムは職業画家であり、時には風刺画を手掛けていた。アダム・テプフェールの主要な業績は、1804年から1807年の間に、フランス第一帝政期における皇后ジョセフィーヌの絵画教師を務めたことである。
1819年から1820年にかけて、ロドルフはフランスのパリで教育の機会を求めた。そして帰郷したジュネーブで、ロドルフは学校教師の職についた。1823年までには、ロドルフは彼自身の男子寄宿学校を設立するに至った。1832年に、ロドルフはジュネーヴ大学（当時はジュネーブ・アカデミー）で文学の教授に就任し、教育者として活躍した。
本職でのそれなりの成功のかたわら、ロドルフは余暇を利用して打ち込んだ活動からも名声を得た。当時のロマン主義運動の影響を受けたと見なされる地元の風景画を、ロドルフは多数描いた。また、学生とともにアルプスを旅して歩き、多くの紀行文を著作として発表している。ロドルフは短編小説の作家でもあり、時には風刺画の執筆によって学生たちを楽しませていた。これらの作品はジュネーヴで出版されていたが、グザヴィエ・ド・メーストルの紹介によりフランスでも出版されることとなった。
ロドルフの最後の二つの活動は、絵と文によるコマ割り形式の長編の読み物という形で結び付くことになった。これらの読み物の内の最初の作品が、1827年に執筆された『ヴィユ・ボワ氏物語』（Histoire de M. Vieux Bois、「抜け作氏の物語」の意味）である。ただし、この作品は1837年まで出版されなかった。『ヴィユ・ボワ氏物語』の1827年版は、各ページごとに4～6コマの上部に文を添えたイラストから構成される、30ページの作品であった。
ロドルフの出版された作品は、転写紙にペンで描いた石版印刷によって制作され、ロドルフ自身はこの手法を「オートグラフィー」と呼んでいた。この工程により、当時の印刷絵画のために一般的に用いられていた銅版画やエッチングや木版画などよりも、素早く簡単に自由な描線を用いることが出来た。また、版の反転を気にすることなく執筆できた。

## 作品

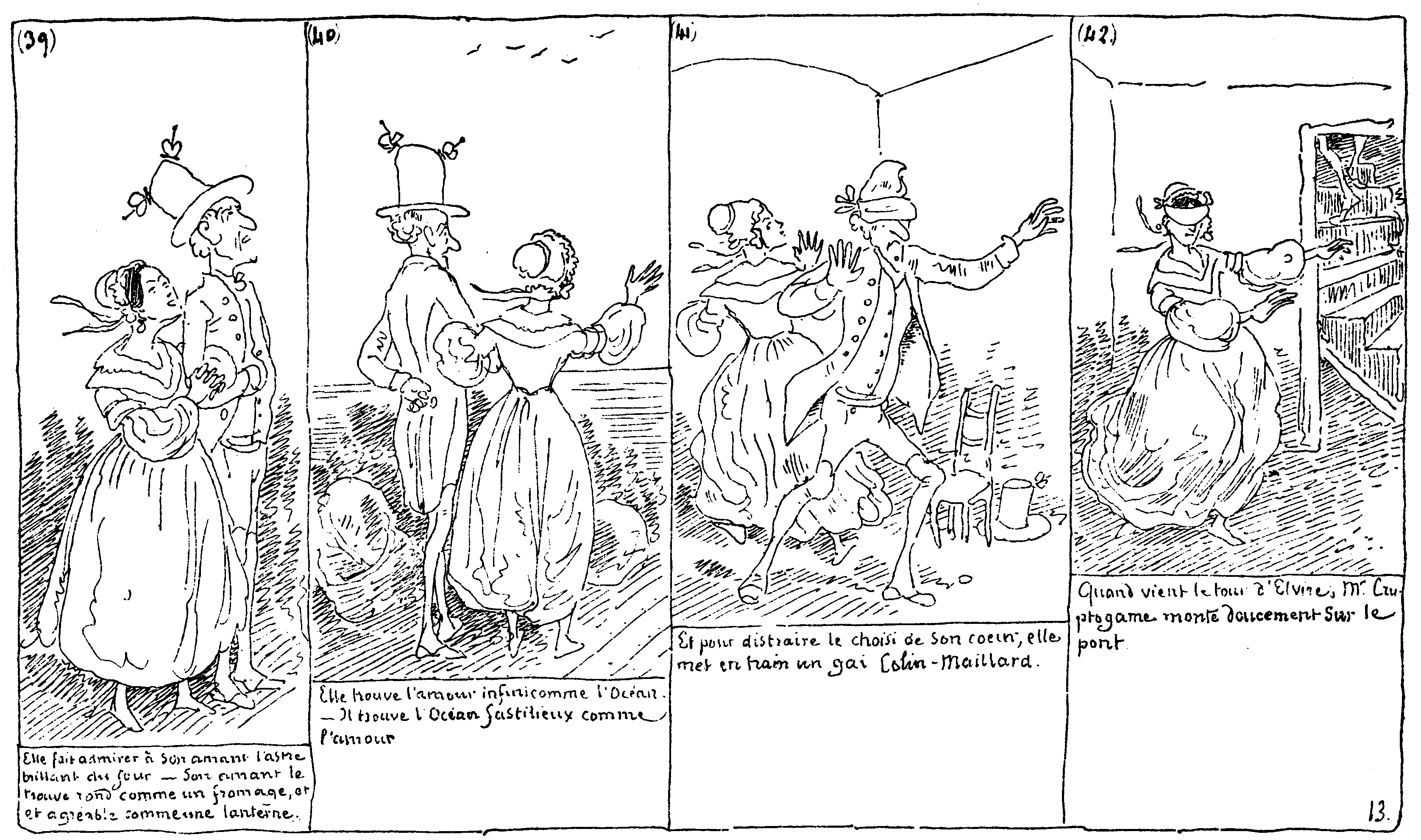
Histoire de Monsieur Cryptogame（『クリプトガム氏物語』自筆稿、1845年）

テプフェールによるコマ割り漫画は、当初は出版を意図されたものではなかった。ロドルフは知人たちを楽しませるために、余暇を費やして漫画の執筆を続けた。それらの読者の内でもっとも特筆に価するのが、1831年にロドルフにそれらの作品群を出版するように勧めたヨハン・ヴォルフガング・フォン・ゲーテであった。それをきっかけにして出版の機運が高まり、7本の作品が出版されてヨーロッパ各地で人気を集めることになったが、ゲーテは生きてそれらの出版を見ることはなかった。
- 『ジャボ氏物語』（Histoire de M. Jabot、1831年執筆、1833年出版） - 当時の上流階級に潜り込もうとする中産階級の伊達男の話
- 『クレパン氏』（Monsieur Crépin、1837年執筆・出版） - 子供達のために次々と家庭教師を雇うものの、その奇行に悩まされる父親の話
- 『ヴィユ・ボワ氏物語』（Histoire de M. Vieux Bois 1827年執筆、Les amours de M. Vieux Bois 1837年出版、1839年改訂版出版） - 太った女性に一目惚れした間抜け男が、何度も自殺を試みたり、恋敵と決闘したり、投獄されたりなどと、紆余曲折を経た末に結婚に至る話
- 『フェステュス博士』（Les voyages et aventures du Docteur Festus 1829年執筆、Le Docteur Festus 1840年出版） - 自分でも気付かぬ内に災厄を残しながら、自分の援助を提供するために世界を放浪する科学者の話
- 『ペンシル氏』（Histoire de Monsieur Pencil 1831年執筆、Monsieur Pencil 1840年出版） - ある画家がスケッチを風に飛ばされてしまったことから、事態が拡大していき、最終的には世界大戦が持ち上がる話
- 『アルベール物語』（Histoire de Jaques 1844年執筆、Histoire d'Albert 1845年出版） - 出世を求めた未経験な若者が、様々な試行錯誤の後に急進派の新聞記者として身を立てる話
- 『クリプトガム氏物語』（Histoire de Monsieur Cryptogame、1830年執筆、1845年雑誌発表、1846年出版） - 新しい恋人のために今の恋人と別れようと手を尽くす、蝶類研究家の話

これらの7作品はいずれも、特定の主人公を設定して、その活躍を作品にしている点が特徴的であり、物語の背景として19世紀の社会を風刺的な観点で捉え、当時広くヨーロッパで人気を博した。『クリプトガム氏物語』は最も広く読まれ、ヨーロッパ各地に多くの模倣者を生んだ作品だが、生前発表されたものは他人が木版に彫り直したものであり、自筆稿は長く出版されなかった。『ヴィユ・ボワ氏物語』は他人の手で模写され『オバダイア・オールドバック氏の冒険』（The Adventures of Mr. Obadiah Oldbuck）の題で1841年にイギリスで海賊出版された後、それがさらに海を渡り1842年9月14日にアメリカ合衆国に初めて刊行された。それは、作家ジョン・ニール（1793年8月23日～1876年6月20日）により発行されていたニューヨーク市の新聞「ブラザー・ジョナサン」紙の付録として、コミック・ブックの形式で出版された。『オバダイア・オールドバック氏の冒険』は、最初のアメリカン・コミック・ブックであると見なされている。1846年には『クリプトガム氏物語』をのぞく6作品が仏独語併記の全集として刊行が始まったが、その途中でロドルフはこの世を去った。
ロドルフは近代的な意味でのコマ割りストーリー漫画という形式の創始者であるか、少なくとも重要な先駆者であったと考えられている。また、『マックスとモーリッツ』の作者であるドイツのヴィルヘルム・ブッシュ（1832年4月15日～1908年1月9日）のような当時の若手漫画家にも、ロドルフは影響を及ぼしたと見なされている。

## 邦語文献
日本語訳
- 『アルプス徒歩旅行　テプフェル先生と愉快な仲間たち』加太宏邦訳、図書出版社、1993年2月。ISBN 9784809907081
- 『M.ヴィユ・ボワ』佐々木果訳、オフィスヘリア、2008年11月。ISBN 9784901241038
- 『復刻版 観相学試論』森田直子訳、オフィスヘリア、2013年4月。ISBN  9784901241113
- 『ジュネーヴ短編集』加藤一輝訳、幻戯書房〈ルリユール叢書〉、2024年10月。ISBN 9784864883085

研究書
- 佐々木果『まんが史の基礎問題　ホガース、テプフェールから手塚治虫へ』オフィスヘリア、2012年8月。ISBN 9784901241106
- ティエリ・グルンステン, ブノワ・ペータース『テプフェール　マンガの発明』古永真一, 
原正人, 森田直子訳、法政大学出版局、2014年4月。ISBN 9784588420139
- 森田直子『「ストーリー漫画の父」テプフェール　笑いと物語を運ぶメディアの原点』萌書房、2019年2月。ISBN 9784860651282